# Dytaster agassizii
Dytaster agassizii is een kamster uit de familie Astropectinidae.
De wetenschappelijke naam van de soort werd in 1894 gepubliceerd door Edmond Perrier.